# دوار اللؤلؤة

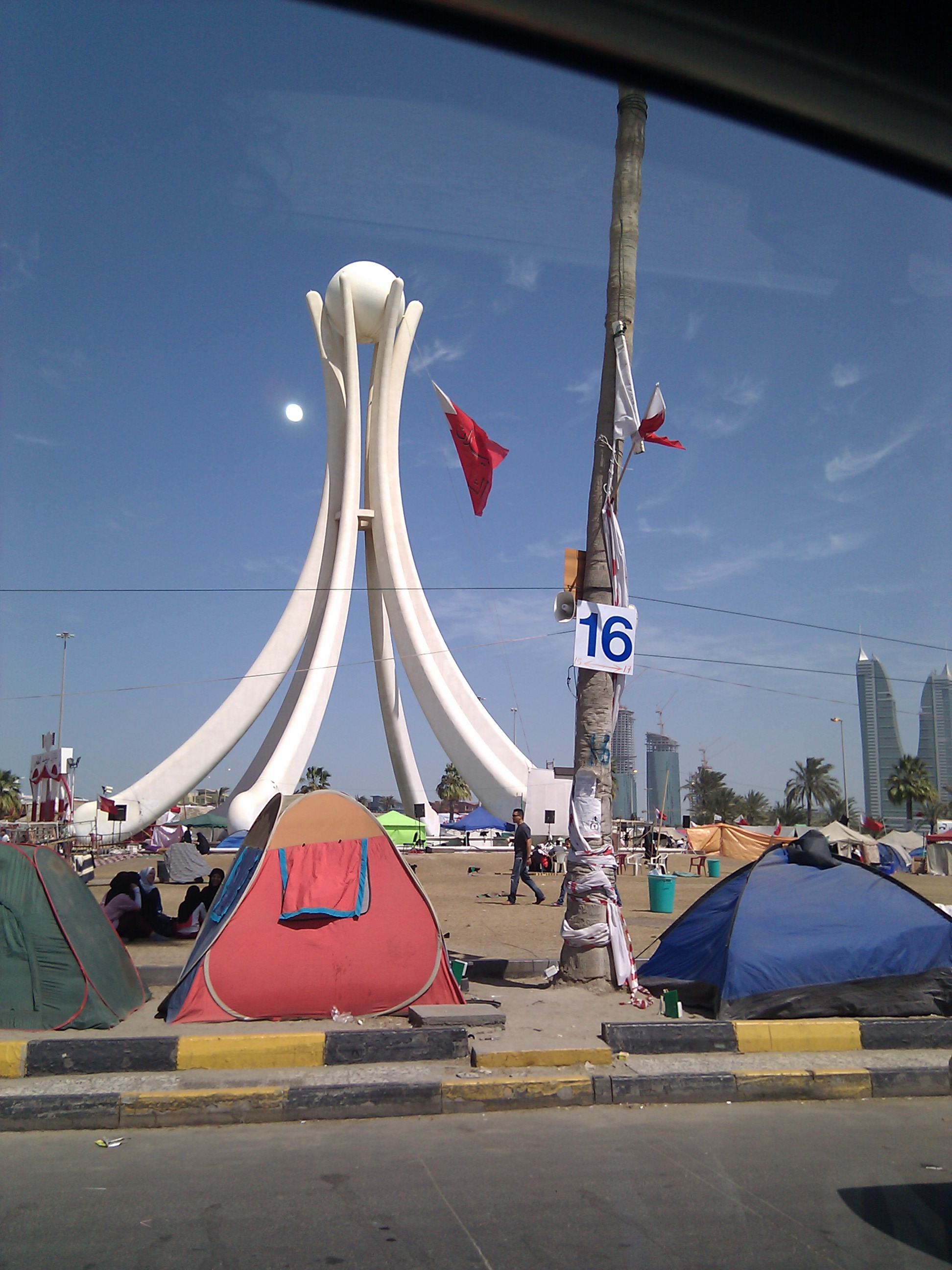
تمثال اللؤلؤ

دوار اللؤلؤة؛ رسميا دوار مجلس التعاون كان دوار يقع في العاصمة البحرينية المنامة وشكل أحد أهم الساحات الرئيسة في العاصمة، وضم الدوار نصب يتألف من 6 أضلاع تمثل دول مجلس التعاون الخليجي وعلا المجسم لؤلؤة تمثل البحرين درة الخليج العربي، أنشئ الدوار في بداية الثمانينيات من القرن العشرين، بعد عملية الدفان التي شهدتها المنطقة لإنشاء أول خط سريع للسيارات في المملكة. فيما كان النصب قد افتتح عام 1982 بمناسبة انعقاد القمة الخليجية الثالثة التي انعقدت المنامة 1982، ذاع صيت دوار اللؤلؤة أثناء الاحتجاجات البحرينية التي اندلعت في 14/2/2011 م حيث أصبح مركزاً لاعتصام شبان الرابع عشر من فبراير. ويشكل هذا الدوار شريانا رئيسيا للتنقل داخل المنامة من خلال مداخله الخمسة القادمة من المحافظات الجنوبية والوسطى والشمالية وحتى القادمين من جنوب العاصمة، وهو ما دفع المعتصمين لاختياره مقرا لهم لأهمية موقعه الجغرافي، تم هدمه في 18 مارس 2011 في إشارة رمزية للقضاء على مساحة التظاهر.

## معالم الدوار

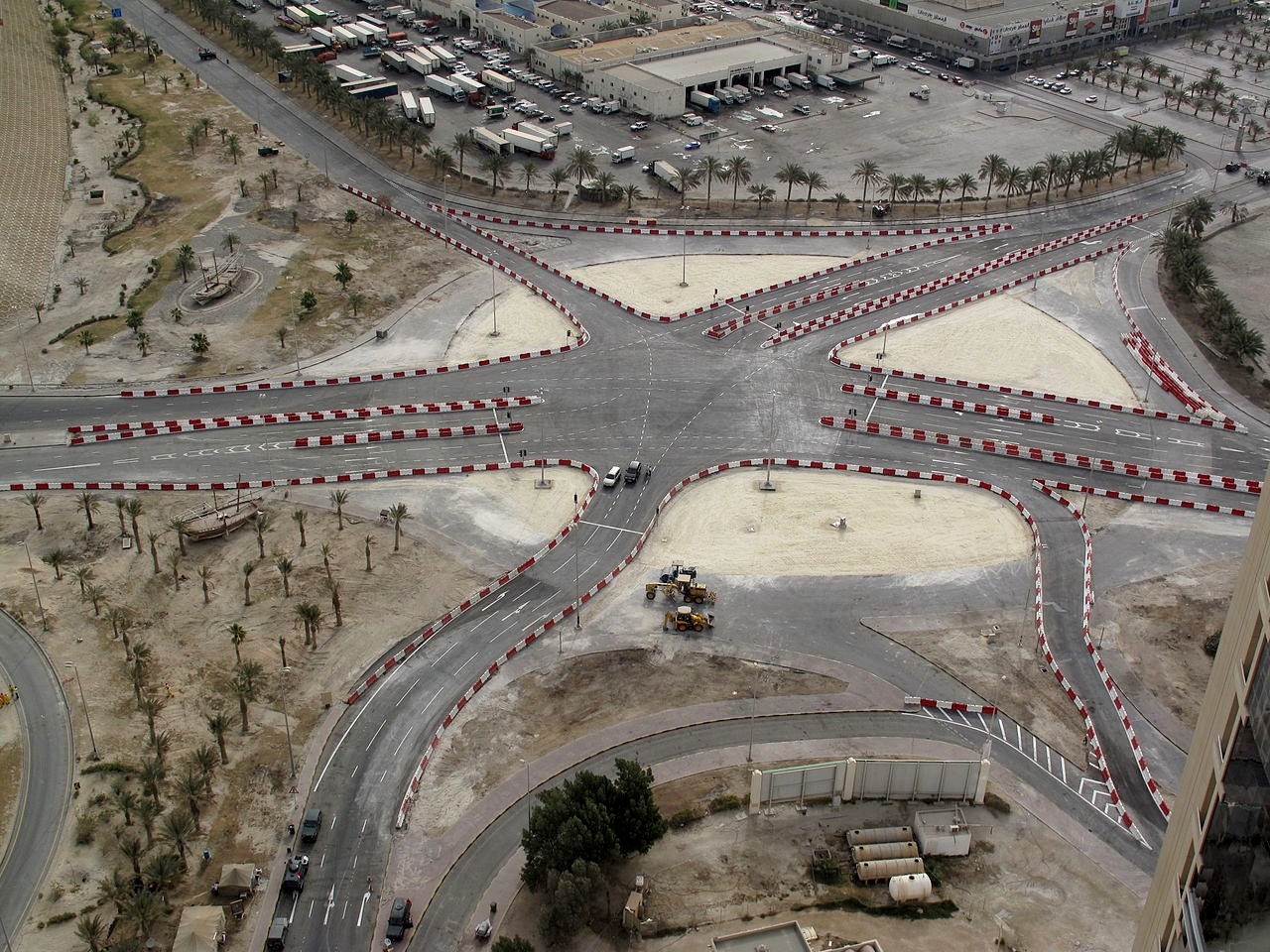
صورة لتقاطع الفاروق قيد البناء على الموقع السابق لدوار اللؤلؤة بعد هدمه

توسط الدوار نصب يتكون من ستة أضلاع، تمثل دول مجلس التعاون الخليجي الست، وهي تعكس مدى التلاحم والترابط بين دول المجلس، وتتوسط هذه الأضلاع من الأعلى لؤلؤة تشير إلى مهنة الغوص لاستخراج اللؤلؤ التي كانت تمثل عصب الحياة الاقتصادية في دول الخليج قبل اكتشاف النفط.
وتزامن تشييد هذا النصب بعد نحو عام من انعقاد القمة الخليجية الثالثة لقادة دول مجلس التعاون الخليجي في نوفمبر/تشرين الثاني 1982 م والتي عقدت لأول مرة في البحرين.
النصب التاريخي المصنوع من الخرسانة المسبوكة قامت بتصميمه وتنفيذه شركة مجموعة الحاج حسن العالي مطلع عام 1984 م وهو من بين ثلاثة مجسمات مشهورة أقيمت لأول مرة بالبحرين في تلك الفترة وهي (نصب الشراعين) الذي صممه الفنان البحريني حامد اليماني، ونصب دلمون الذي صممه الفنان البحريني راشد العريفي.
ويبلغ ارتفاع كل من الأضلاع الستة 36.2 مترا، في حين تزن اللؤلؤة التي تعلوهم نحو 100 كلغ، وهي مصنوعة من مادة الفيبرغلاس وقد جوفت من الداخل لتخفيف وزنها. ويجلس هذا النصب على قاعدة خرسانية جوفت للأضلاع الستة تبلغ مساحتها 27 مترا.
وقد شهد النصب تطويرا خلال السنوات الماضية بدأ بإعادة طلائه باللون الأبيض ثم تزيينه من خلال إنارته بتقنية حديثة ووضع نافورة وسطه. كما أقيم بالقرب من الدوار جسر علوي يخفف الازدحام المروري في الدوار.

## الأماكن القريبة من الدوار
أما عن أهم الأماكن القريبة من الدوار، فمن جهة الشرق يقع السوق المركزي الذي يضم أسواق الخضراوات والفواكه والأسماك واللحوم، كما يضم مجمعي المرينا واللؤلؤ، ومن جهة الغرب يقع مجمع الدانة وسيتي سنتر أكبر التجمعات التجارية في البحرين، أما جهة الجنوب فيقع مركز شرطة النعيم.
سياسيا، شهدت المناطق القريبة من دوار اللؤلؤة مثل منطقة النعيم الواقعة جنوب الدوار، لقاء العاهل حمد بن عيسى آل خليفة مع بعض علماء الشيعة عام 2001 م مع بدء الإصلاحات السياسية حيث تعهد خلاله أن يكون المجلس المنتخب القادم تشريعيا والمعين استشاريا إضافة إلى طمأنتهم على تفسير بعض البنود التي جاءت في الميثاق مقابل أن يدعوا هؤلاء العلماء الشيعة للتصويت بنعم للميثاق.
كما شهدت منطقة السنابس غربي الدوار حدثا تاريخيا تمثل في انتخاب قادة أول تنظيم سياسي في المملكة تحت اسم هيئة الاتحاد الوطني لتمثيل جميع الأطياف البحرينية عام 1954 م.

## الاحتجاجات البحرينية 2011

### رمزية الدوار
ينظر للدوار على أنه أنجب احتجاجات المعارضة، ثم أصبح مركزا للمعتصمين الذين نصبوا فيه خياما للإقامة فيها على مدار الساعة، كما صار يرتاده آلاف البحرينيين لحضور مختلف البرامج الخطابية والمنوعة، كما أنه استخدم من قبل المشاركين في المسيرات للانطلاق منه والانتهاء إليه.
وقد ترسخ اسم الدوار في أذهان البحرينيين، وحتى على لسان كبار المسؤولين في المملكة منذ اندلاع الاحتجاجات في فبراير/شباط 2011 م، كرمز للإشارة للمعارضة أو أنصارها. كما أضحى اسمه من أشهر الأسماء التي تتناولها وسائل الإعلام المحلية والعالمية والمواقع الإلكترونية التي تتابع أحداث البحرين.

### الدوار أثناء الاعتصام
أعاد المعتصمون تشكيل الدوار من خلال وضع الخيام والخدمات اللوجستية ومنها مركز طبي إضافة إلى منصة للخطابات ومركز إعلامي ومرسم فني، كما تم تقسيم الدوار إلى مراكز التقاء وفق عدد أشجار النخيل الـ17 الموجودة في أطراف الدوار، والتي تم ترقيمها.

### فض الاعتصام من قوات الأمن وانتشار الجيش (الخميس 17/2/2011 م)
قامت قوات الأمن البحرينية بفض الاعتصام في دوار اللؤلؤة في الساعة الثالثة فجراً يوم الخميس 17/2/2011 م من أجل تفريق المعتصمين هناك منذ يومين بسبب قيامهم باعتصام غير مرخص مخالف للقانون وتأثير الاعتصام على على حركة المواطنين والمقيمين والتجار، أدى فض الاعتصام إلى سقوط ثلاثة قتلى وإصابة 231 بجروح. وكانت قوات الأمن قد نوهت للمتظاهيرين بضرورة فض الاعتصمام عبر مكبرات الصوت لكنهم جوبهوا بالرفض الأمر فيما قال شهود العيان إن عملية الهجوم لم يسبقها أي إنذار، إذ إن معظم المحتجين من شباب ونساء وأطفال كانوا نائمين، الذي أدى إلى فض الاعتصام بالقوة وذكرت وزارة الداخلية أن قوات الأمن عثرت في خيام المتجمهرين أثناء العملية الأمنية على 4 أسلحة نارية وذخيرة حية وسيوف وسكاكين ووصفت جمعية الوفاق الوطني البحرينية المعلومات التي أوردتها وزارة الداخلية البحرينية بأنها مسرحية سخيفة لم ترقَ حتى للمسرحيات التي انكشف زيفها سابقاً وخصوصاً أن الأدوات التي أوردها التقرير تقدم المؤسسة الأمنية للمواطنين في قالب ضعيف وهزيل لا يليق بهذه المؤسسة التي يفترض فيها أن تكون وطنية صادقة لا تعتمد على التدليس والخداع.
وقال شاهد العيان علي المهدي أن قوات الأمن استطاعت السيطرة على الميدان الذي كان يعتصم فيه -حسب قوله- ما بين 5000 و6000 شخص. وقال النائب إبراهيم مطر أن نحو ستين شخصا فقدوا بعد مداهمة الشرطة الاعتصام.

### عودة المعتصمين إليه (السبت 19/2/2011 م)
أدت حادثة اقتحام الدوار من قبل قوات الأمن إلى مظاهرات حاشدة في اليومين التاليين ونادى بعضها بإسقاط النظام. فطلب ملك البحرين حمد بن عيسى آل خليفة يوم الجمعة 18/2/2011 م من ولي عهده سلمان بن حمد بدء حوار وطني مع جميع الأطراف والفئات لحل الأزمة.
لكن جمعية الوفاق التي تقود المعارضة بالبحرين رفضت يوم السبت 19/2/2011 م الدعوة إلى الحوار وقالت أنها لا تشعر أن هناك رغبة جادة للحوار لأن الجيش منتشر في الشوارع، وأنها لن تقبل دعوة الملك إلى الحوار الوطني إلا بعد انسحاب الجيش.
وبعد ساعات من ذلك وضمن إجراءات لتهيئة الأجواء لهذا الحوار سحب الجيش البحريني مدرعاته من ساحة اللؤلؤة يوم السبت 19/2/2011 م.
وعلى الفور قامت قوات الشرطة بالتصدي لمتظاهرين حاولوا العودة إلى ساحة اللؤلؤة من مجمع السلمانية الطبي، والسنابس،
حيث استخدمت الغاز المسيل للدموع وقنابل الدخان لتفريقهم وتأكيد سيطرتها على المكان.
فاندلعت أعنف المواجهات منذ اندلاع الاحتجاجات، وقال مصدر طبي لرويترز إن ما بين (60 إلى 80) شخصاً نقلوا إلى المستشفى بعد تأثرهم بغازات مسيلة للدموع أو إصابتهم بأعيرة مطاطية.
ثم اضطرت شرطة مكافحة الشغب إلى الانسحاب بشكل سريع من دوار اللؤلؤة أمام إصرار حشود المتظاهرين على الوصول إليه. وتوجه المحتجون راكضين وهم يحملون الأعلام الوطنية نحو وسط الدوار وأعادوا احتلاله حتى قبل تمام انسحاب الشرطة ولوح المحتجون بأيديهم مودعين رجال الشرطة المنسحبين. وسرعان ما اكتظ دوار اللؤلؤة بعشرات الآلاف الذين احتفلوا بانتصار المحتجين وأغلبهم من الشيعةبحاجة لمصدر. وأعيد نصب الخيام التي أزالها الجيش قبل يومين وبدأ الأطباء يستعدون لإقامة مراكز طبية ميدانية لمعالجة أي مصاب.

### هدم الدوار (الجمعة 18/3/2011 م)
في صباح يوم 18 مارس 2011، هدمت الحكومة دوار اللؤلؤة وحطمت أعمدته. وحسب وزير الخارجية البحريني خالد بن أحمد آل خليفة أن سبب هدم الدوار هو للتخلص من ذكرى سيئة.

## وصلات خارجية
- بالصور: البحرين تهدم دوار الؤلؤة قبل أن يتحول إلى "ميدان التحرير" على موقع مجلة أريبيان بزنس